# Alexander Buckner
Alexander Buckner (* 1785 im Jefferson County, Kentucky; † 6. Juni 1833 im Cape Girardeau County, Missouri) war ein US-amerikanischer Politiker (Demokratische Partei), der den Bundesstaat Missouri im US-Senat vertrat.
Nachdem er in seiner Heimat Kentucky die Rechtswissenschaften studiert hatte, zog Alexander Buckner im Jahr 1812 zunächst nach Charleston in Indiana, ehe er sich 1818 nahe Jackson im Missouri-Territorium niederließ. Dort praktizierte er als Jurist und betätigte sich zudem in der Landwirtschaft. Später wurde er vom Territorialgouverneur zum Bezirksstaatsanwalt für den Cape-Girardeau-Distrikt ernannt. Außerdem fungierte er im Jahr 1820 als Präsident des Verfassungskonvents für den künftigen Bundesstaat Missouri.
Sein erstes politisches Mandat hatte Buckner zwischen 1822 und 1826 als Mitglied des Senats von Missouri inne. Am 4. März 1831 zog er dann nach seinem Wahlsieg gegen Amtsinhaber David Barton von der National Republican Party in den Senat in Washington ein; er starb jedoch noch während seiner Amtszeit am 6. Juni 1833 an den Folgen einer Cholera-Erkrankung und wurde auf seiner Farm im Cape Girardeau County beigesetzt. 1897 erfolgte eine Umbettung auf den städtischen Friedhof von Cape Girardeau.
Buckner war Freimaurer und Mitbegründer der Grand Lodge von Indiana sowie deren erster Grand Master.